# Lamborghini 350/400 GT
La Lamborghini 350/400 GT è la prima autovettura prodotta dalla casa automobilistica italiana Lamborghini. È stata costruita tra il 1964 ed il 1968 in 416 esemplari.

## La 350 GT

### Contesto
All'inizio degli anni sessanta, Ferruccio Lamborghini, titolare dell'omonima fabbrica di macchinari agricoli, aveva sottoposto a Enzo Ferrari alcune critiche sul cambio e sul differenziale della sua Ferrari 250 GT, alle quali il "patron" della casa di Maranello aveva seccamente risposto: "Che vuol saperne di macchine lei che guida trattori". Per reazione a questa risposta, Ferruccio decise d'affiancare alla produzione di trattori quella di automobili gran turismo, in grado di far concorrenza alle Ferrari. Dato che l'obiettivo di Lamborghini era quello di costruire un'automobile perfetta anche se non particolarmente rivoluzionaria, si circondò di tecnici d'alto valore, come Giotto Bizzarrini, ex dipendente Ferrari.

### Caratteristiche tecniche
Proprio Bizzarrini progettò un nuovo motore V12 con 2 alberi a camme in testa per bancata di 3,5 litri da 360 CV ed un nuovo telaio tubolare con sospensioni a 4 ruote indipendenti.
Dopo la presentazione del prototipo 350 GTV, disegnato da Franco Scaglione nel 1963, e l'abbandono di Bizzarrini che lasciò la Lamborghini per fondare un proprio marchio con il suo nome, la pur giovane casa di Sant'Agata Bolognese venne rifondata, con l'ingaggio di Paolo Stanzani come motorista e Gian Paolo Dallara come telaista.
La 350 GTV venne resa meno estrema dalla carrozzeria Touring a cui venne affidato lo sviluppo, ridisegnando il frontale che aveva suscitato parecchie critiche, parzialmente la coda e gli interni. I fari a scomparsa e le vistose cromature furono rimosse. L'originale impostazione del padiglione data da Franco Scaglione, tuttavia, non venne stravolta. Anche il motore, sempre V12 da 3464 cm³, venne depotenziato a 270 CV, attraverso l'adozione di alberi a camme dal profilo meno "spinto", della lubrificazione tradizionale anziché a carter secco e di 6 carburatori Weber più grandi da 40 mm anziché 36.
Il quadro tecnico era completato dai quattro freni a disco Girling, dal cambio ZF manuale a 5 rapporti e dal differenziale Salisbury. Gli interni erano in pelle con volante in legno e dall'impostazione votata al comfort.
Dell'assemblaggio della nuova coupé si occupò la Touring di Milano, adottando la celebre struttura Superleggera, ma il telaio, il cui passo era aumentato di 10 cm rispetto alla GTV, fu realizzato a Modena da Neri e Bonacini.
L'auto venne esposta in anteprima al Salone dell'automobile di Ginevra nel marzo 1964, ma non era marciante. Desideroso di lasciarsi alle spalle le critiche alla GTV, infatti, Ferruccio Lamborghini si affrettò a presentare la nuova coupé anche se priva di motore. Su questa maquette era presente la dicitura, poi rimossa negli esemplari di serie, "2+1" poiché aveva un terzo posto di fortuna dietro i due principali. Per vedere la vettura completa si dovette aspettare il salone dell'automobile di Torino nell'autunno successivo. Ne sono stati costruiti 135 esemplari.

## La 400 GT

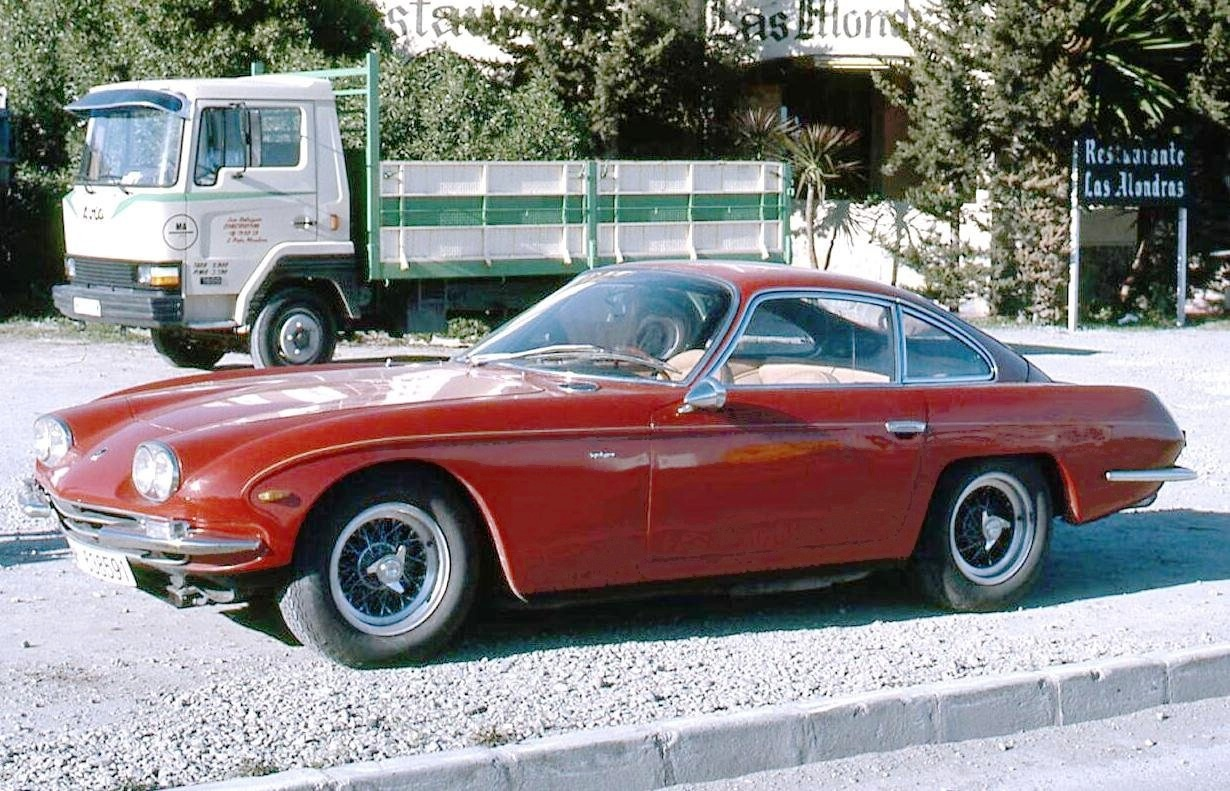
Una Lamborghini 400 GT

Nel 1966 la 350 GT cedette il posto alla sua evoluzione, la 400 GT. 

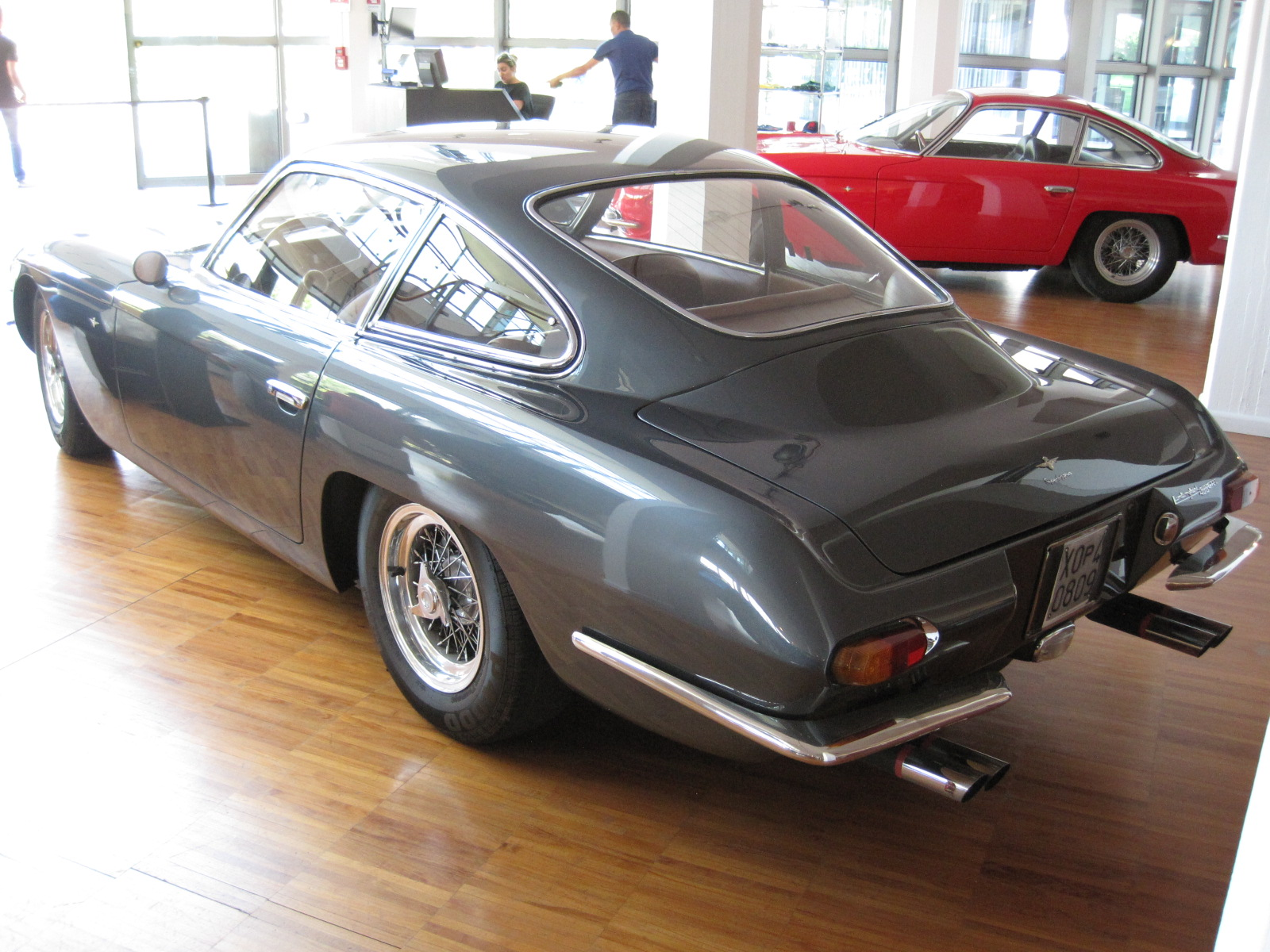
Vista posteriore

Per ridestare interesse nel modello, la casa del toro decise d'intervenire, in verità in maniera assai leggera, sulla 350 GT. Le principali novità estetiche erano date dagli inediti doppi fari anteriori circolari al posto di quelli ovoidali, dall'eliminazione dei rostri ai paraurti e dalla mascherina rivista.
Dal punto di vista tecnico la maggior differenza rispetto alla serie precedente, che, tra l'altro giustificava il cambio di nome in 400 GT, era data dall'incremento di cilindrata del V12 a 3929 cm³. La potenza aumentata a 320 CV era ottenuta ad un regime inferiore di 500 giri/min. Degne di nota anche l'adozione di sincronizzatori Porsche per il cambio e le novità agli interni (plancia, pannelli porta, sedili).
La 400 GT era offerta sia in versione 2 posti che 2+2. Il pubblico preferì di gran lunga la seconda: 250 esemplari prodotti fino al 1968 contro 23. Nel 1968 venne sostituita dalla Lamborghini Islero.

## Prototipi e modelli speciali
Oltre alla 350 GTV, l'autotelaio della GT fu utilizzato per la costruzione di diverse versioni esclusive, pratica molto comune negli anni sessanta.

### 3500 GTZ

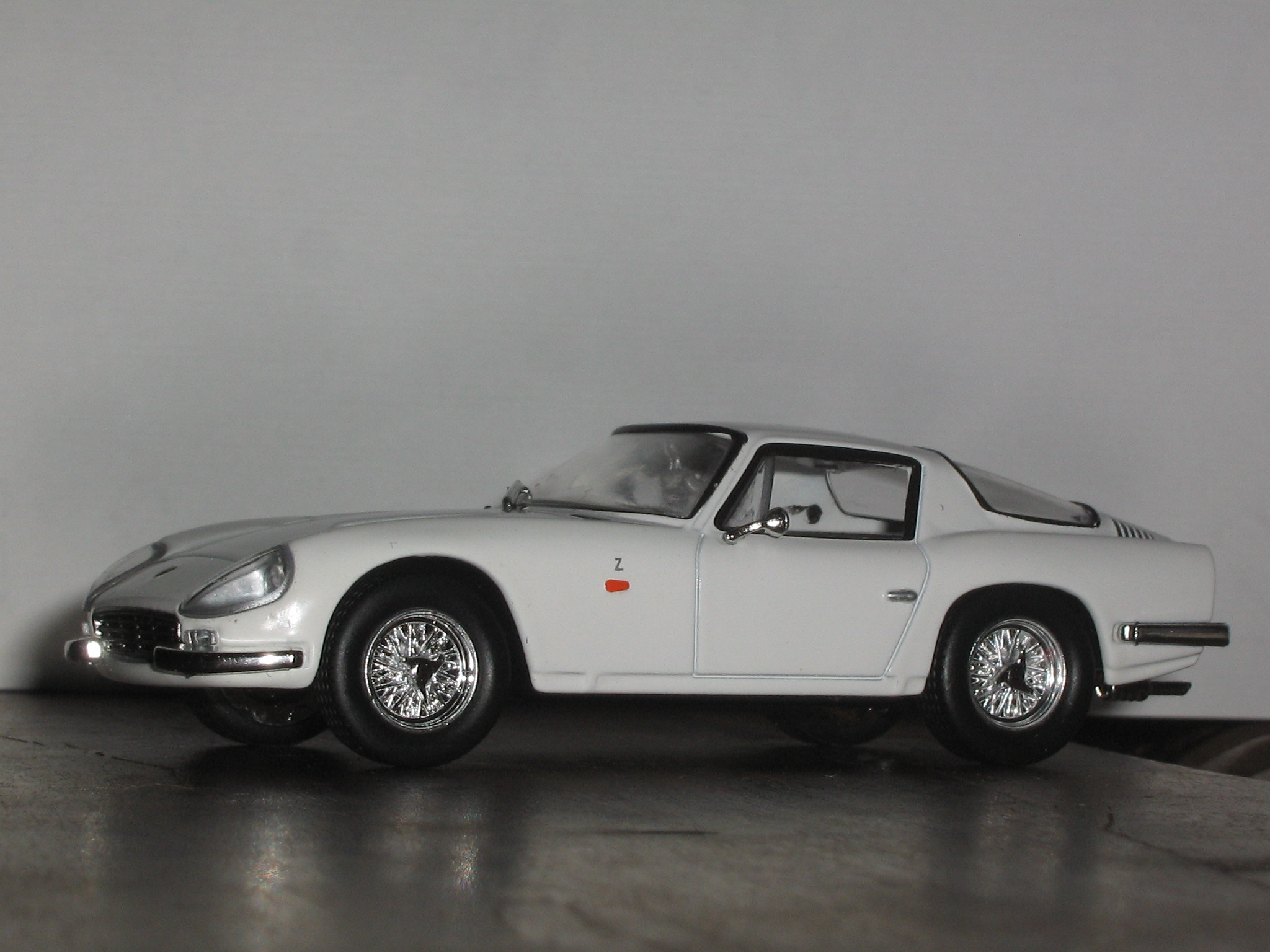
Un modellino in scala 1/43 della Lamborghini 3500 GTZ

Su ordinazione del concessionario milanese della Lamborghini, la carrozzeria Zagato realizzò nel 1965 una coupé sportiva dalle linee fortemente ispirate alle competizioni, la 3500 GTZ (dove la Z era appunto l'iniziale del carrozziere lombardo). Fu la prima Lamborghini ad essere equipaggiata con il motore da 3929 cm³. Di quest'auto furono realizzati 2 esemplari, entrambi venduti, ma non ebbe un seguito produttivo.

### 350 GT Spider (o GTS)
Sulla base della 3,5 litri la Touring realizzò la prima convertibile della storia Lamborghini. Costruita in due esemplari rispettivamente di colore nero e oro (telai 0325 e 0328), la spider era assolutamente identica al modello di derivazione fino alla linea di cintura, tanto che una terza auto fu ricavata nel 1982 da una coupé (telaio 0160) semplicemente rimuovendo il tetto. Il modello color oro fu esposto al salone dell'automobile di Torino nel 1965, riscuotendo buone impressioni da parte del pubblico. Ma l'avversione di Ferruccio Lamborghini per le cabriolet ne impedirono, come accadde in seguito anche per la Lamborghini Miura roadster, la messa in produzione; infatti la prima convertibile commercializzata dalla casa sarà la Lamborghini Silhouette nel 1976, quando il fondatore aveva già da tempo lasciato il controllo dell'azienda.

### 400 GT Monza (o Monza 400)

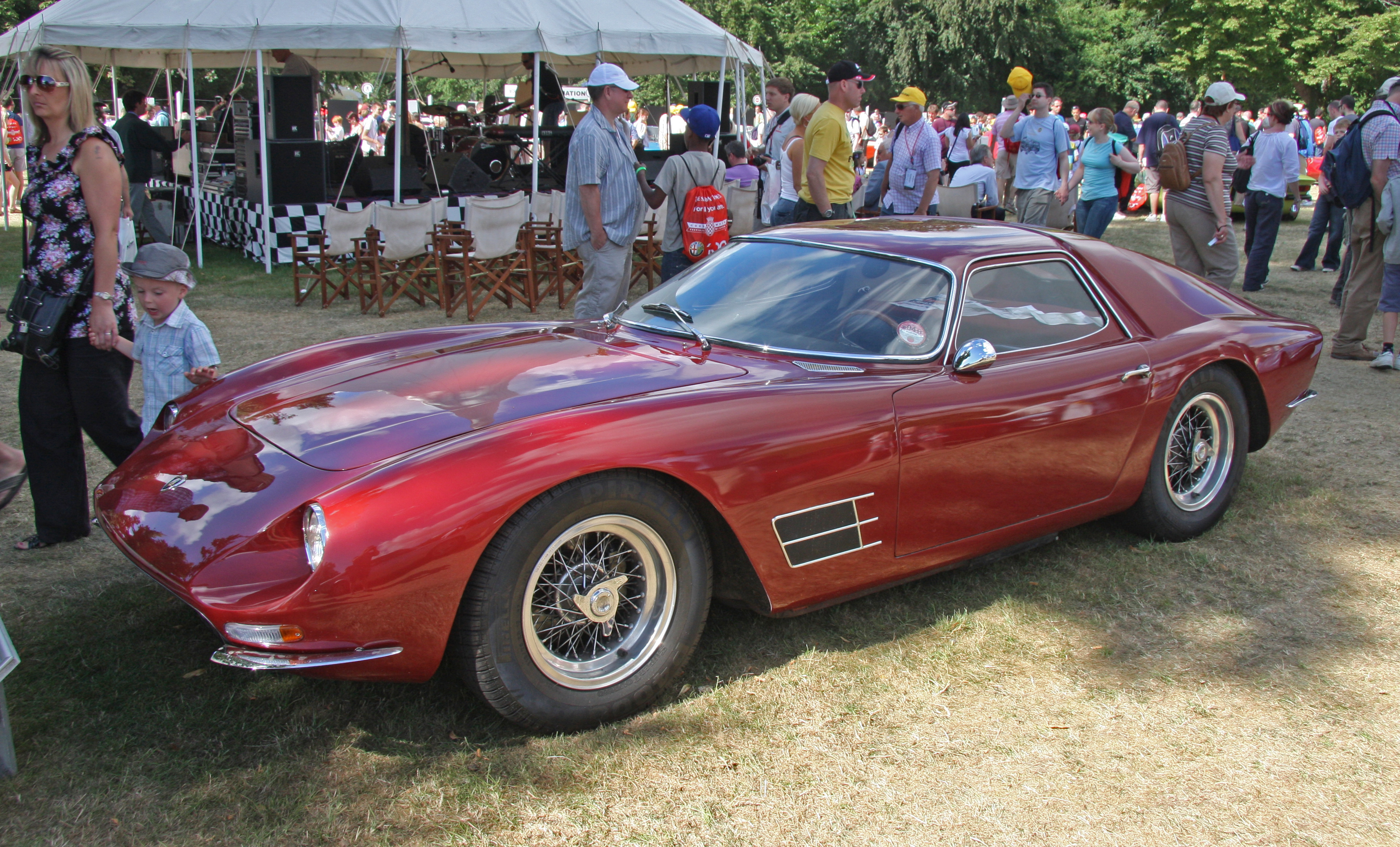
La 400 GT Monza

Nel 1966 invece un cliente americano si fece costruire dalla carrozzeria Neri e Bonacini di Modena una 400 GT speciale, denominata Monza, appositamente per partecipare alla 24 ore di Le Mans. Dopo 25 anni di vicissitudini, durante i quali l'auto parve essere andata perduta, la Monza fu ritrovata e restaurata. Assieme alla Miura oggi è una delle Lamborghini più quotate.

### 400 GT Flying Star II

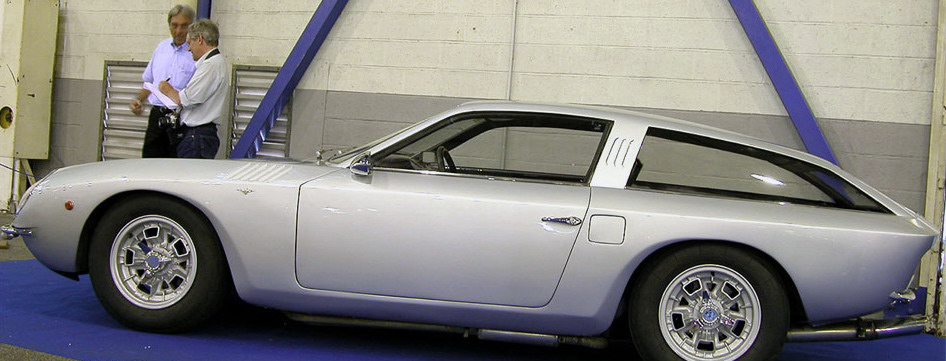
La 400 GT Flying Star II

Basandosi sulla 400 GT, la carrozzeria milanese Touring realizzò una propria one-off. Progettata da Felice Bianchi Anderloni, si presentava come una shooting brake biposto dalle linee molto marcate. I gruppi ottici originali vennero mantenuti, ma furono posti sotto delle coperture supplementari in vetro. Il telaio era in acciaio tubolare, mentre le sospensioni erano realizzate con schema a quadrilatero su tutti gli angoli. Il propulsore era un V12 da quattro litri in alluminio dotato di sei carburatori verticali Weber. Gestito da un cambio a cinque rapporti, eroga la potenza di 320 CV. Venne lanciata presso il salone automobilistico di Torino del 1966, ma non ebbe molto successo.
Dopo la chiusura della Touring, avvenuta il 31 dicembre dello stesso anno, la vettura venne acquistata dallo sceneggiatore francese Jacques Quoirez, fratello della scrittrice Françoise Sagan. Il secondo proprietario incaricò l'importatore francese Lamborghini di rinnovare gli interni, ma non si ripresentò per il ritiro, abbandonando la vettura nell'officina.